# Nachal Cemer
Nachal Cemer (hebrejsky נחל צמר) je vádí v jižním Izraeli, v centrální části Negevské pouště.
Začíná v pouštní krajině v nadmořské výšce přes 600 metrů u hory Har Daja. Směřuje pak k severu. Podchází těleso dálnice číslo 80, stáčí se k západu a zprava ústí do vádí Nachal Izim.